# Petersburski Uniwersytet Państwowy
Petersburski Uniwersytet Państwowy (ros. Санкт-Петербургский государственный университет, СПбГУ) – uniwersytet w Sankt Petersburgu, w Rosji.
Jest jednym z najstarszych i najbardziej uznanych rosyjskich uniwersytetów. Ma 27 wydziałów i instytutów specjalnych, a także ogólnouczelniany wydział wychowania fizycznego i sportu; w skład kompleksu naukowo-dydaktycznego wchodzi także uczelnia medyczna, wyższa szkoła wychowania fizycznego i sportu, ekonomii i techniki oraz Gimnazjum Akademickie im. D. K. Faddiejewa.
Na uniwersytecie uczy się ponad 20 tysięcy studentów.

## Historia
Uniwersytet został założony w Sankt Petersburgu 28 stycznia 1724 dekretem Piotra Wielkiego w ramach Petersburskiej Akademii Nauk. Do 1755 roku nazywał się Uniwersytetem, ponieważ w Imperium Rosyjskim nie było wtedy innego uniwersytetu. Po utworzeniu Uniwersytetu Moskiewskiego w 1755 roku zaczęto go nazywać Uniwersytetem Petersburskim (jednak później przez długi czas popularniejsza była nazwa Uniwersytet Akademicki).
Od 1783 roku równolegle z Uniwersytetem Akademickim tworzono Seminarium Nauczycielskie, przekształcone w 1803 roku w Gimnazjum Nauczycielskie, w 1804 w Instytut Pedagogiczny, a w 1816 w Główny Instytut Pedagogiczny, który 8 lutego 1819 roku ponownie stał się znany jako Uniwersytet Petersburski.
W latach 1933–1937 uniwersytet nosił imię Andrieja Bubnowa, a w latach 1948–1989 jego patronem był Andriej Żdanow. Obecną nazwę uczelnia nosi od 1991 roku.